# جائزة الأوسكار لأفضل فلم
جائزة أفضل فيلم في مهرجان الأوسكار هي إحدى الجوائز التي تمنحها أكاديمية الفنون والعلوم السينمائية في كاليفورنيا في الولايات المتحدة وهي أكاديمية فخرية وليست أكاديمية تعليمية. بدأت أول مرة عام 1929 في حفل توزيع جوائز الأوسكار الأول. تمنح الجائزة لمنتج الفيلم. وتعدّ أهم جائزة تقدمها الأكاديمية. منذ عام 1973، تقدم جائزة أفضل فيلم في نهاية الحفل. حتى عام 2017، رشح 537 فيلما لهذه الجائزة.

## الفائزون
وفيما يلي قائمة بأسماء الأفلام الفائزة بجائزة أفضل فيلم في تاريخ جائزة الأوسكار:
ملاحظة: التواريخ مبنية على سنة إنتاج الفيلم وليس سنة استلام الجائزة.

### 2020 - 2024
• 2024 - اوبنهايمر ( Oppenheimer )
- 2023 - كل شيء في كل مكان دفعة واحدة (Everything Everywhere All at Once)
- 2022 - كودا (CODA)
- 2021 - نوماندلاند (Nomadland)
- 2020 طُفيلي (parasite)

### 2010 - 2019
- 2019 - طفيلي (Parasite)
- 2018 - الكتاب الأخضر (Green Book)
- 2017 - شكل الماء (The Shape of Water)
- 2016 - ضوء القمر (Moonlight)
- 2015 - بقعة ضوء (Spotlight)
- 2014 - الرجل الطائر (Birdman)
- 2013 - ا (12Years a Slave)
- 2012 - أرغو (Argo)
- 2011 - الفنان (The Artist)
- 2010 - خطاب الملك (The King's Speech)

### 2000 - 2009
- 2009 - خزانة الألم (The Hurt Locker)
- 2008 - المتشرد المليونير(Slumdog Millionaire)
- 2007 - لا وطن للمسنين (No Country for Old Men)
- 2006 - المغادرون (The Departed)
- 2005 - تصادم (Crash)
- 2004 - فتاة المليون دولار (Million Dollar Baby)
- 2003 - سيد الخواتم: عودة الملك (The Lord of the Rings: The Return of the King)
- 2002 - شيكاغو (Chicago)
- 2001 - عقل جميل (A Beautiful Mind)
- 2000 - المصارع (Gladiator)

### 1990 - 1999
- 1999 - الجمال الأمريكي (American Beauty)
- 1998 - شكسبير عاشقا (Shakespeare in Love)
- 1997 - تيتانيك (Titanic)
- 1996 - المريض الإنكليزي (The English Patient)
- 1995 - القلب الشجاع (Braveheart)
- 1994 - فورست غامب (Forrest Gump)
- 1993 - قائمة شندلر (Schindler's List)
- 1992 - غير المسامح (Unforgiven)
- 1991 - صمت الحملان (The Silence of the Lambs)
- 1990 - الرقص مع الذئاب (Dances with Wolves)

### 1980 - 1989
- 1989 - توصيل الأنسة دايزي (Driving Miss Daisy)
- 1988 - رجل المطر (Rain Man)
- 1987 - الإمبراطور الأخير (The Last Emperor)
- 1986 - فصيلة (Platoon)
- 1985 - الخروج من أفريقيا (Out of Africa)
- 1984 - أماديوس (Amadeus)
- 1983 - شروط أظهار العاطفة (Terms of Endearment)
- 1982 - غاندي (Gandhi)
- 1981 - عربات النار (Chariots of Fire)
- 1980 - أناس عاديون (Ordinary People)

### 1970 - 1979
- 1979 - كرامر ضد كرامر (Kramer vs. Kramer)
- 1978 - صائد الغزلان (The Deer Hunter)
- 1977 - آني هال (Annie Hall)
- 1976 - روكي (Rocky)
- 1975 - وطار فوق عش المجانين (One Flew Over the Cuckoo's Nest)
- 1974 - العراب: الجزء الثاني (The Godfather Part II)
- 1973 - اللدغة (The Sting)
- 1972 - العراب (The Godfather)
- 1971 - الرابط الفرنسي (The French Connection)
- 1970 - باتون (Patton)

### 1960 - 1969
- 1969 - راعي البقر منتصف الليل (Midnight Cowboy)
- 1968 - أوليفر (Oliver!)
- 1967 - في دفء الليل (In the Heat of the Night)
- 1966 - رجل لكل العصور (A Man for All Seasons)
- 1965 - صوت الموسيقى (The Sound of Music)
- 1964 - سيدتي الجميلة (My Fair Lady)
- 1963 - توم جونز (Tom Jones)
- 1962 - لورنس العرب (Lawrence of Arabia)
- 1961 - قصة الحي الغربي (West Side Story)
- 1960 - الشقة (The Apartment)

### 1950 - 1959
- 1959 - بن هور (Ben-Hur)
- 1958 - جيجي (Gigi)
- 1957 - جسر على نهر كواي (The Bridge on the River Kwai)
- 1956 - حول العالم في 80 يوما (Around the World in Eighty Days)
- 1955 - مارتي (Marty)
- 1954 - على الواجهة البحرية (On the Waterfront)
- 1953 - من هنا إلى الخلود (From Here to Eternity)
- 1952 - العرض الأعظم على الأرض (The Greatest Show on Earth)
- 1951 - أمريكي في باريس (An American in Paris)
- 1950 - كل شيء عن ايفا (All About Eve)

### 1940 - 1949
- 1949 - كل رجال الملك (All the King's Men)
- 1948 - هاملت (Hamlet)
- 1947 - اتفاقية الشرف (Gentleman's Agreement)
- 1946 - أفضل سنوات حياتنا (The Best Years of Our Lives)
- 1945 - نهاية الأسبوع المفقودة (The Lost Weekend)
- 1944 - سأمضي في طريقي (Going My Way)
- 1943 - كازبلانكا (Casablanca)
- 1942 - السيدة مينفر (Mrs. Miniver)
- 1941 - كم كان واديي أخضرا (How Green Was My Valley)
- 1940 - ريبيكا (Rebecca)
- 1939 - ذهب مع الريح (Gone with the Wind)

### 1929 - 1939
- 1938 - لا تستطيع أن تأخذها معك (You Can't Take It with You)
- 1937 - حياة إميل زولا (The Life of Emile Zola)
- 1936 - زيغفيلد العظيم (The Great Ziegfeld)
- 1935 - تمرد على السفينة باونتي (Mutiny on the Bounty)
- 1934 - حدث ذات ليلة (It Happened One Night)
- 1933 - الموكب (Cavalcade)
- 1932 - الفندق الكبير (Grand Hotel)
- 1931 - سيمارون (Cimarron)
- 1930 - كل شيء هادىء على الجبهة الغربية (All Quiet on the Western Front)
- 1929 - لحن برودواي (The Broadway Melody)
- 1928 - جناحان (Wings) و شروق الشمس (Sunrise)

## الجدل حول الجائزة

### الأفلام بلغة أجنبية
كانت جائزة الأوسكار لأفضل فيلم دائما محاطة بالجدل. أحد النقاط المثيرة للجدل هي عدم تقدير الأفلام غير الناطقة بالإنجليزية. حتى اليوم، بعد مضي 88 عاما على الجائزة، لم يفز أي فيلم ناطق بغير الإنجليزية، ولم ترشح الأكاديمية إلا تسعة أفلام بلغة أجنبية. والأفلام التسعة هي على التوالي:
- الوهم الكبير (1939، فرنسي)
- زي (1969، فرنسي)
- المغتربون (1972، سويدي)
- صياح وهمس (1973، سويدي)
- ساعي البريد (1995، إيطالي)
- الحياة حلوة (1998، إيطالي)
- النمر الرابض والتنين الخفي (2000، صيني)
- رسائل من إيوو جيما (2006، ياباني)
- الحب (2012، فرنسي)

هذا مع ملاحظة أن الأكاديمية استحدثت عام 1956 جائزة الأوسكار لأفضل فيلم بلغة أجنبية.

### الأفلام ذات الإنتاج الأجنبي
إضافة إلى أنه قليلا ما يفوز فيلم تم إنتاجه خارج الولايات المتحدة. إلا في حالة الأفلام البريطانية، حيث فاز 13 فيلما تم إنتاجه كليا أو جزئيا في بريطانيا. والأفلام البريطانية الفائزة هي بالترتيب:
- هاملت (1948)
- جسر على نهر كواي (1957)
- لورنس العرب (1962)
- توم جونز (1963)
- رجل لكل العصور (1966)
- أوليفر (1968)
- عربات النار (1981)
- غاندي (1982)
- الإمبراطور الأخير (1987)
- المريض الإنكليزي (1996)
- شكسبير في حالة حب (1998)
- المتشرد المليونير (2008)
- خطاب الملك (2010)

كما فاز بالجائزة فيلم واحد أُنتج في فرنسا هو الفيلم الصامت الفنان عام 2011، وفيلم آخر أُنتج في كوريا الجنوبية بعنوان طفيلي عام 2019.
من نقاط الجدل الأخرى هي تجاهل بعض نوعيات الأفلام أثناء الترشيحات. مثلا، على مدى تاريخ الجائزة، لم يرشح إلا ثلاثة أفلام رسوم متحركة. هي: الجميلة والوحش (1991) وفوق (2009) وحكاية لعبة 3 (2010). لم يفز أي فيلم خيال علمي أبدا بالجائزة. فاز فيلم رعب واحد فقط هو صمت الحملان عام 1991. لم يرشح أي فيلم وثائقي للجائزة على الإطلاق. مع ملاحظة أنه تم استحداث جائزة الأوسكار لأفضل فيلم وثائقي عام 1942.